# Kanzel (Paar, Kühbach)

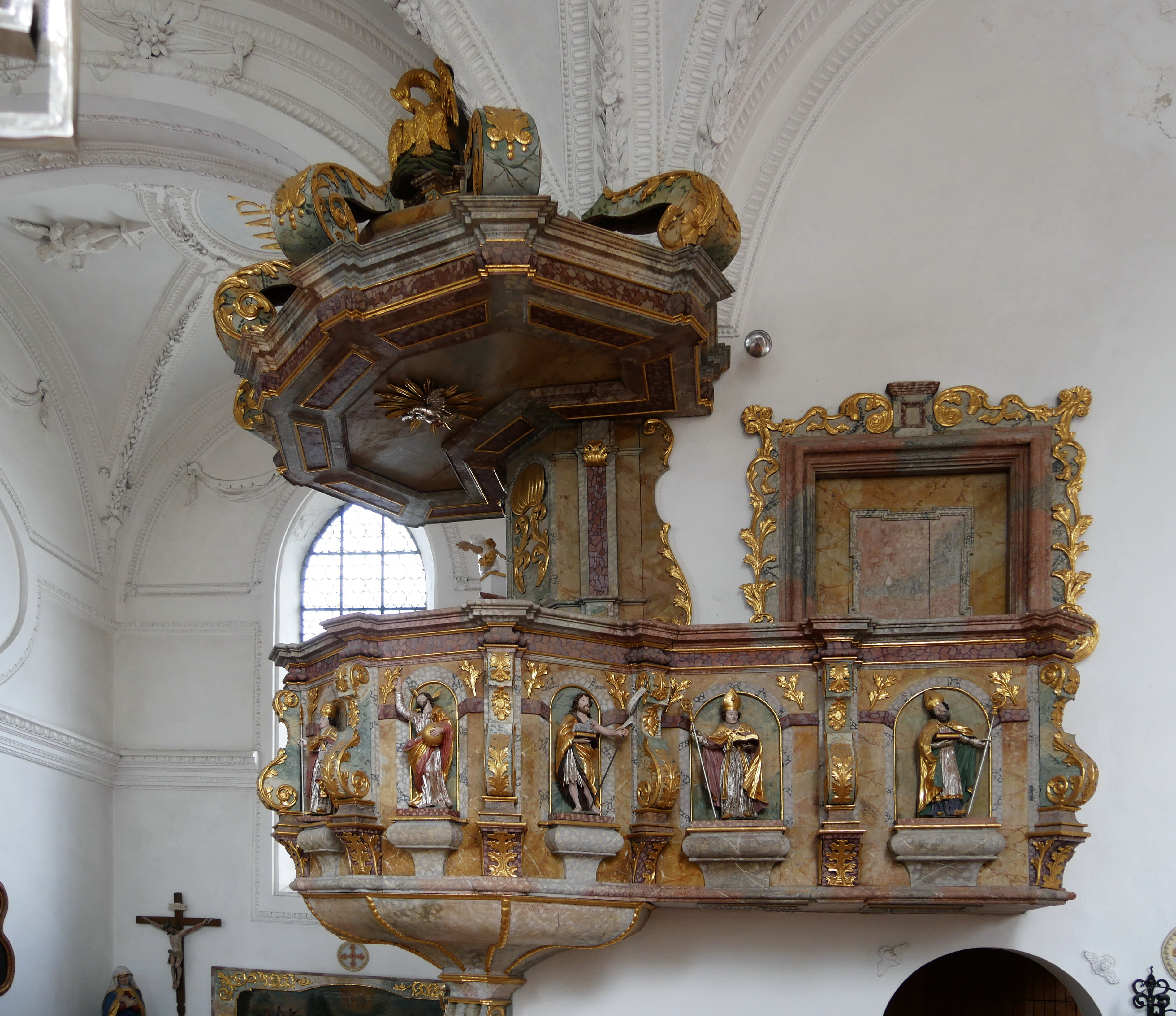
Kanzel in Paar

Die Kanzel in der katholischen Filialkirche St. Laurentius und Stephanus in Paar, einem Gemeindeteil von Kühbach im Landkreis Aichach-Friedberg im bayerischen Regierungsbezirk Schwaben, wurde Ende des 17. Jahrhunderts geschaffen. Die Kanzel ist ein Teil der als Baudenkmal geschützten Kirchenausstattung.
Die hölzerne Kanzel im Stil des Barocks besitzt am Kanzelkorb Statuetten des Salvator mundi, Johannes des Täufers sowie der Heiligen Johann Nepomuk, Laurentius und Stephanus. Der Kanzelkorb ist nach rechts bis zur Tür mit gleichem Dekor verlängert. 
Der achteckige Schalldeckel mit Gesims wird von einem Pelikan, der sein Junges füttert, bekrönt. An der Unterseite ist eine Heiliggeisttaube zu sehen.